# Дрогобицька агломерація
Дрогобицька (Дрогобицько-Бориславська, Прикарпатська) агломерація — агломерація з центром у місті Дрогобич. У 2003 році отримала офіційний статус, як Асоціація міст і територіальних громад Дрогобиччини "Регіональна агломерація «Дрогобиччина». Розташована у Прикарпатті. Головні чинники створення і існування агломерації: гірський курорт, центр нафтової промисловості. Разом із Стрийською агломерацією утворює Дрогобицько-Стрийську конурбацію.
Найперші поселення на території сучасної Дрогобицької агломерації виникли на базі багатих мінеральних ресурсів — кам'яної та калійної солі, нафти та її похідних (міста Дрогобич, Борислав, Стебник).
Складається з міст Дрогобич, Борислав, Трускавець, Стебник, селища Східниця та сусідніх населених пунктів Дрогобицького району. Вони складають групу сусідніх міст, які мають інтенсивні економічні і культурно-побутові зв'язки за рахунок спільного ринку праці, ментальної подібності і інтегрованої історії. Вони утворюють поліцентричну агломерацію, де Дрогобич — центральне місто, Стебник і Борислав — промислові центри, Трускавець і Східниця — рекреаційні. Дрогобицько-Бориславський економічний вузол характеризується розвинутою видобувною промисловістю (нафта, калійна сіль, озокерит), а також сучасними галузями обробної промисловості, що базується передовсім на привізній сировині (машинобудування, виробництво нетканих матеріалів). Одночасно, це бальнеологічний курорт міжнародного значення.
В 1995 році інститут «Містопроект» розробив схему планування Дрогобицької агломерації. Автори проекту — П. Крупа, В. Василевський, К. Стеців та інші. У 2003 році за ініціативи міського голови Трускавця Михайла Лужецького було створено асоціацію міст і територіальних громад Дрогобиччини "Регіональна агломерація «Дрогобиччина», проте на практиці її створення не принесло бажаних результатів з розробки стратегії розвитку регіону.
Незбалансований економічний розвиток даної агломерації привів до того, що розвиток одного міста суперечить розвитку іншого.

## Меморандум про співпрацю, 2015
Через декілька тижнів після завершення місцевих виборів в Україні, 17 грудня 2015 року, новообрані очільники найбільших населених пунктів агломерації підписали меморандум про співпрацю.
У засіданні, яке відбулось у приміщенні Бориславської міської ради, взяли участь: міський голова Дрогобича Тарас Кучма, міський голова Борислава Ігор Яворський, міський голова Трускавця Андрій Кульчинський, міський голова Стебника Петро Старосольський, селищний голова Східниці Іван Піляк. На засіданні був присутнім виконавчий директор Львівського регіонального відділення асоціації міст України Василь Абаімов.
Сторони домовилися розвивати і зміцнювати співпрацю в галузі туризму, культури, медицини, екології, освіти, правопорядку, транспортного сполучення, водозабезпечення, переробки побутових відходів, інших інфраструктурних об'єктів та залучення інвестицій у ці пріоритетні галузі.